# Elfenbenskusten i olympiska sommarspelen 2004
Elfenbenskusten deltog i olympiska sommarspelen 2004. Elfenbenskustens trupp bestod av fem idrottare var av två var män och tre var kvinnor.

## Friidrott
Herrar
| Friidrottare      | Gren  | Omgång 1 | Omgång 1  | Omgång 2 | Omgång 2  | Semifinal        | Semifinal        | Final            | Final            |
| Friidrottare      | Gren  | Resultat | Placering | Resultat | Placering | Resultat         | Placering        | Resultat         | Placering        |
| ----------------- | ----- | -------- | --------- | -------- | --------- | ---------------- | ---------------- | ---------------- | ---------------- |
| Éric Pacôme N'Dri | 100 m | 10.39    | 3 Q       | 10.32    | 8         | Gick inte vidare | Gick inte vidare | Gick inte vidare | Gick inte vidare |

Damer
| Friidrottare          | Gren  | Omgång 1 | Omgång 1  | Omgång 2         | Omgång 2         | Semifinal        | Semifinal        | Final            | Final            |
| Friidrottare          | Gren  | Resultat | Placering | Resultat         | Placering        | Resultat         | Placering        | Resultat         | Placering        |
| --------------------- | ----- | -------- | --------- | ---------------- | ---------------- | ---------------- | ---------------- | ---------------- | ---------------- |
| Amandine Allou Affoue | 100 m | 11.46    | 4         | Gick inte vidare | Gick inte vidare | Gick inte vidare | Gick inte vidare | Gick inte vidare | Gick inte vidare |

## Simning
- 50m frissim herrar
  - Gregory Arkhurst - 58

- 50m frissim damer
  - Éliane Droubry - 53

## Taekwondo
| Idrottare  | Gren            | Åttondelsfinaler     | Kvartsfinaler        | Semifinaer           | Återkval             | Bronsmatch           | Final                | Final     |
| Idrottare  | Gren            | Motståndare Resultat | Motståndare Resultat | Motståndare Resultat | Motståndare Resultat | Motståndare Resultat | Motståndare Resultat | Placering |
| ---------- | --------------- | -------------------- | -------------------- | -------------------- | -------------------- | -------------------- | -------------------- | --------- |
| Mariam Bah | Damernas −57 kg | Jang J-W (KOR) L 2–9 | Gick inte vidare     | Gick inte vidare     | Reyes (ESP) L 0–5    | Gick inte vidare     | Gick inte vidare     | 7         |